# Malá Bystřice
Malá Bystřice település Csehországban, Vsetíni járásban. Malá Bystřice Velká Lhota, Bystřička, Halenkov, Vsetín, Valašská Bystřice és Růžďka településekkel határos. Lakosainak száma 319 fő (2024. január 1.).

## Népesség
A település lakosságának változását az alábbi diagram mutatja:
| Lakosok száma | 777  | 779  | 686  | 484  | 387  | 312  | 299  | 294  | 269  | 319  |
|               | 1869 | 1900 | 1921 | 1961 | 1980 | 2011 | 2016 | 2019 | 2021 | 2024 |